# Natalia Boiko
Natalia Boiko es una deportista soviética que compitió en piragüismo en la modalidad de aguas tranquilas. Ganó dos medallas en el Campeonato Mundial de Piragüismo en los años 1970 y 1971, y dos medallas en el Campeonato Europeo de Piragüismo en los años 1967 y 1969.

## Palmarés internacional
| Campeonato Mundial | Campeonato Mundial     | Campeonato Mundial | Campeonato Mundial |
| Año                | Lugar                  | Medalla            | Evento             |
| ------------------ | ---------------------- | ------------------ | ------------------ |
| 1970               | Copenhague (Dinamarca) | Medalla de oro     | K4 500 m           |
| 1971               | Belgrado (Yugoslavia)  | Medalla de oro     | K4 500 m           |
| Campeonato Europeo |                        |                    |                    |
| Año                | Lugar                  | Medalla            | Evento             |
| 1967               | Duisburgo (RFA)        | Medalla de bronce  | K4 500 m           |
| 1969               | Moscú (URSS)           | Medalla de oro     | K4 500 m           |